# Mária
A Mária bibliai eredetű női név. Eredeti héber formája Mirjam (מִרְיָם Mirjám) volt, ez a görög és latin bibliafordításokban módosult. Jelentése megfejtetlen, minden magyarázata vitatott. Lehetséges jelentései: a) mirha, az ókor egyik legdrágább illatszere,[forrás?] b) keserű(ség) A latin Maria névváltozatnak igen sok származéka alakult ki az európai nyelvekben, ezek egy része a magyarban is használatos.

## Rokon nevek
- Manna:[1] bizonytalan eredetű név, talán a Mária beceneve.[4]
- Manon:[1] a Mária francia becenevéből önállósult.[4]
- Mara:[1] a Mária becenevéből önállósult.[5]
- Maréza:[1] olasz eredetű név, ami a Mária és a Teresa nevek összevonásából keletkezett.[2]
- Mari:[1] a Mária leggyakoribb magyar becenevéből önállósult.[2]
- Marica:[1] a Mária horvát becenevéből önállósult.[6]
- Mariella:[1] a Mária olasz kicsinyítőképzős formája.[6]
- Marietta:[1] a Mária olasz kicsinyítőképzős formája.[6]
- Marika:[1] a Mária magyar becenevéből önállósult.
- Marina:[1] A latin Marius (a magyarban Máriusz) vagy a Marinus (Marinusz) férfinév női párja, de a magyarban és néhány más nyelvben a Mária továbbképzett alakjának tekintik.[6]
- Marinella:[1] a Marina olasz kicsinyítőképzős formája.[6]
- Marinetta:[1] a Marina olasz kicsinyítőképzős formája.[6]
- Marinka:[1] a Mária magyar és szláv becenevéből önállósult.[6]
- Marion:[1] a Mária francia alakváltozatából ered.[6]
- Marióra:[1] a Mária román alakváltozatából ered.[6]
- Mariska:[1] a Mária magyar becenevéből önállósult.[6]
- Marita:[1] a Mária olasz és spanyol becenevéből önállósult.[6]
- Masa:[1] a Mária orosz becenevének, a Másának a magyar változata.[7]
- Mia:[1] a Mária több nyelvben meglévő rövidülése.[8]
- Miett:[1] a Mia francia kicsinyítőképzős továbbképzése.[8]
- Mietta:[1] a Mia olasz kicsinyítőképzős továbbképzése.[8]
- Mimi:[1] a Mária több nyelvben létező becéző alakja.[8]
- Miriam:[1] a Mirjam alakváltozata.[9]
- Mirjam:[1] a Mária eredeti héber formája.[9]
- Molli:[1] a Mária angol beceneve.[10]
- Polli:[1] az angolban a Mária beceneve, a Molli alakváltozata.[11]
- Ria:[1] a Mária önállósult beceneve.[12]

Annamari, Annamária, Maja, Mariann, Marianna, Marléne, Moira

## Gyakorisága
A Mária Magyarországon a középkor óta állandóan a gyakoribb női nevek között volt, ami Szűz Mária tiszteletével magyarázható, bár a 18. századig többen választották Mária édesanyjának a nevét (Anna). Népszerűsége csökken, de még az 1990-es években is gyakori. A teljes népesség körében a legtöbbször anyakönyvezett magyar női név, de a 2000-es években az újonnan születettek között csak a 71-92. legnépszerűbb név volt.
Az 1990-es években a Marietta, Marina, Mirjam ritka, a Manna, Manon, Mara, Maréza, Mari, Marica, Mariella, Marinella, Marinetta, Marinka, Marion, Marióra, Mariska, Marita, Masa, Mia, Miett, Mietta, Mimi, Miriam, Molli, Polli és Ria szórványos nevek, a 2000-es években egyik sem szerepelt a 100 leggyakoribb női név között.

## Névnapok
| Mária, Maréza, Mari, Marica, Marietta, Mariella, Marinka, Marion, Marióra, Mariska, Marita, Masa, Mia, Miett, Mietta, Mimi, Miriam, Mirjam, Molli, Polli, Ria - január 23. - február 2. - február 11. - március 25. - április 2. - április 7. - április 26. - május 24. - május 29. - május 31. - július 2. - július 6. - július 16. - július 17. - július 22. - augusztus 2. - augusztus 5. - augusztus 15. - augusztus 22. - szeptember 8. - szeptember 12. - szeptember 15. - szeptember 19. - szeptember 24. | - október 3. - október 7. - október 8. - október 11. - október 22. - november 21. - december 8. - december 15. - december 18. Manna - április 7. Manon - augusztus 5. Mara - április 26. Marina - július 9. - július 20. Marinella - március 25. - július 9. - július 20. Marinetta - július 9. - július 20. - augusztus 25. |

## Idegen nyelvű névváltozatai

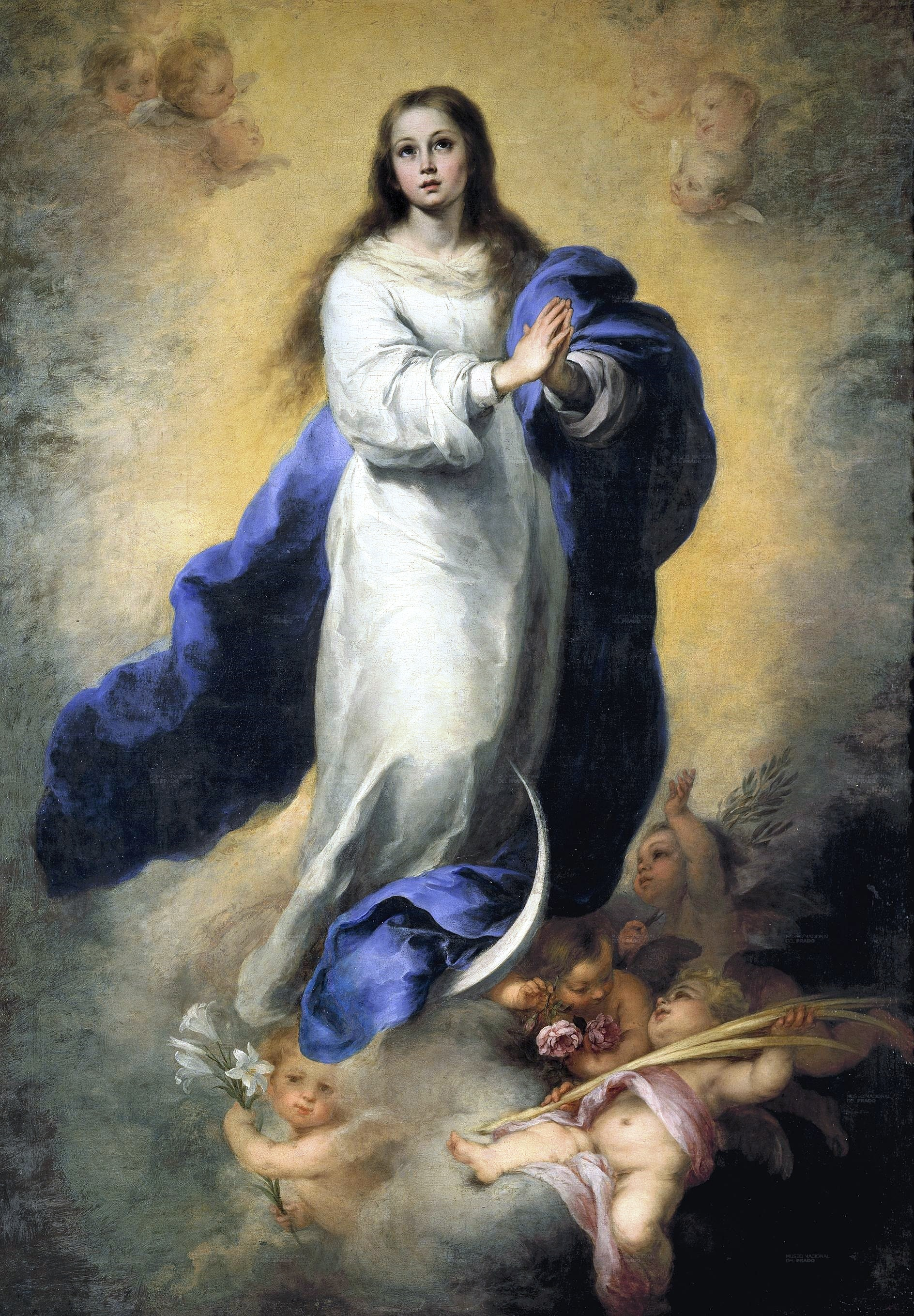
A szeplőtelen Szűzanya (Murillo, 1665)

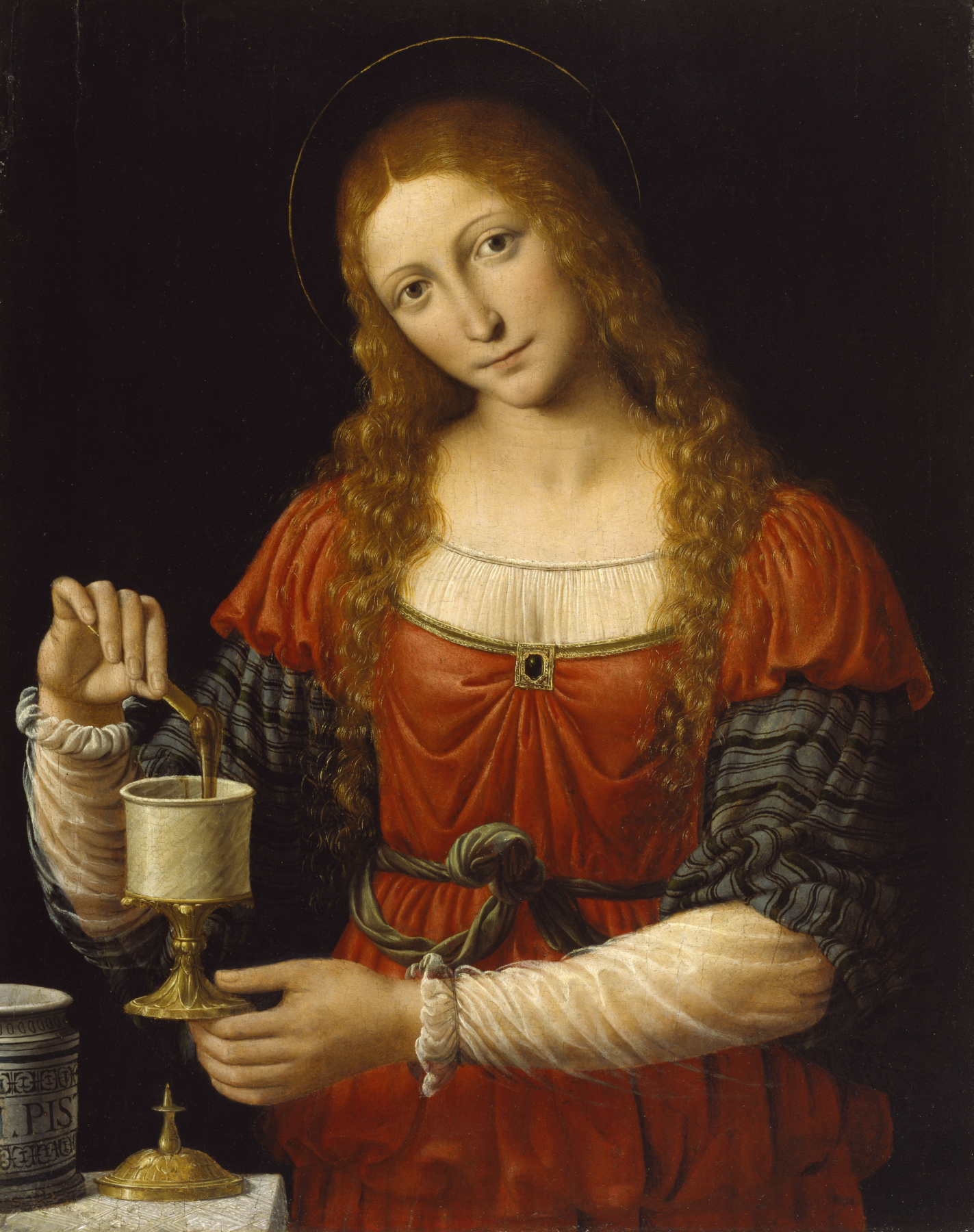
Mária Magdolna (Andrea Solario, 1524 körül)

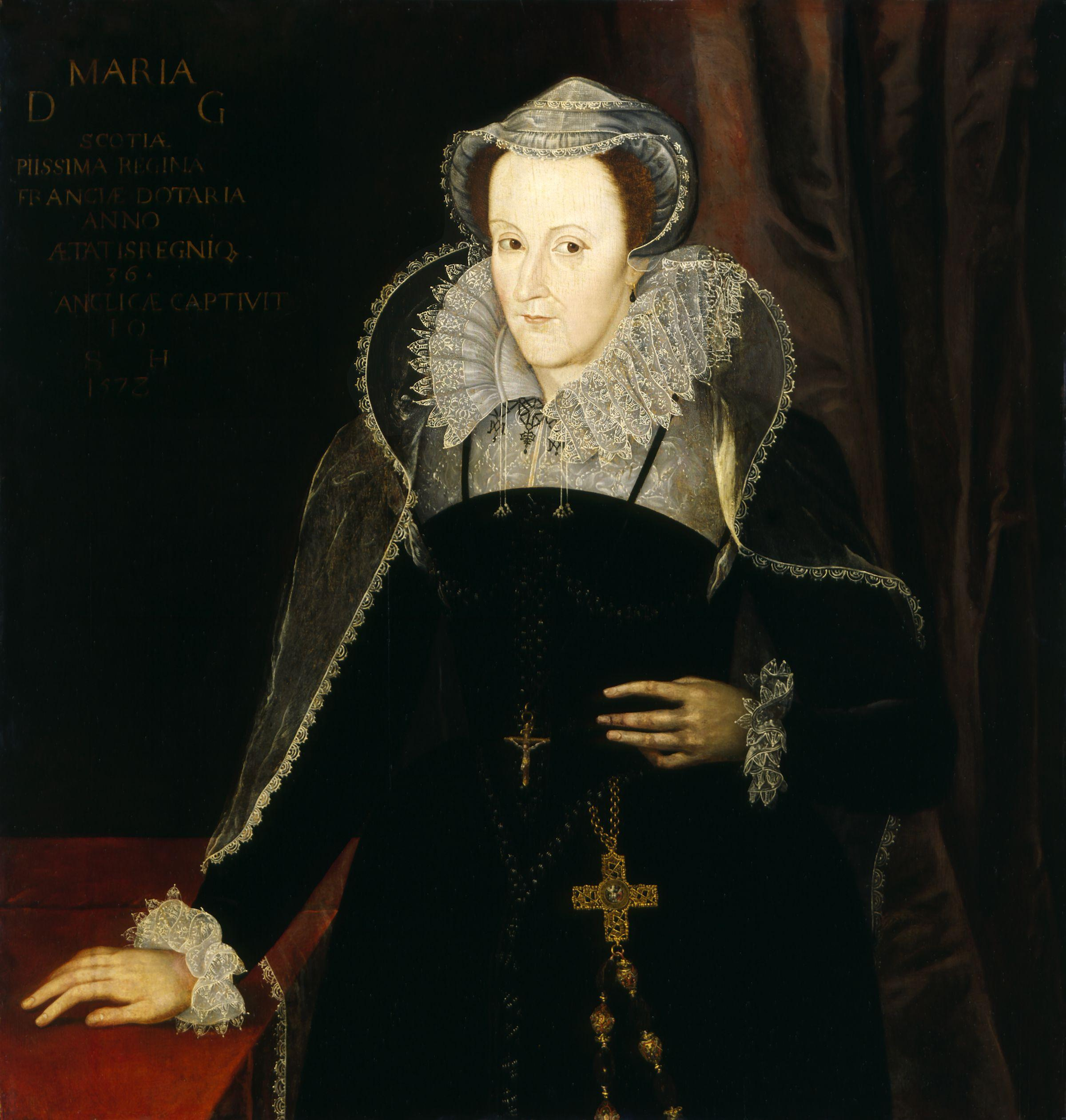
Stuart Mária

A Mária név a legtöbb idegen nyelven a következő ékezet nélküli formában használatos: Maria
Kivételek:
- angolul: a Mary forma a leggyakoribb, de a Maria, ritkábban a Mariah is használatos
- arab, héber: Mirjam
- spanyolul: María
- franciául: Marie
- szlovákul: Mária

## Híres névviselők
„Mária” utónevű személyek szócikkeinek listája a Wikidata alapján

### Híres Máriák, Marik, Marikák
- a bibliai Szűz Mária
- Mária Magdolna (Magdalai Mária), az Újszövetség szereplője
- Basilides Mária opera-énekesnő
- Bócz Mara, maszkmester
- Maria Callas opera-énekesnő
- Mariah Carey énekesnő
- Marie Curie fizikus
- Frank Mária úszó, gyermekorvos
- Jászai Mari színésznő
- Kékkovács Mara, színésznő
- Késmárky Marika énekesnő
- Mackó Mária népdalénekes
- Marija Jurjevna Sarapova orosz teniszező
- Marija Šerifović szerb énekesnő
- Maria Stepanova orosz kosárlabdázó
- Némedi Mari színésznő, énekesnő
- Németh Marika színésznő, primadonna
- Mátyás Mária opera-énekesnő
- Mednyánszky Mária tizennyolcszoros világbajnok asztaliteniszező
- Ormos Mária történész, az MTA tagja
- Oszvald Marika színésznő
- Rökk Marika operetténekes
- Sulyok Mária színésznő
- Szemes Mari színésznő
- Takács Mari grafikus, gyermekkönyv-illusztrátor
- Takács Mária opera-énekesnő
- Takács Mária bemondónő
- Temesi Mária opera-énekesnő
- Törőcsik Mari színésznő
- Maria Venturi olasz író
- Wittner Mária az 1956-os forradalom résztvevője, parlamenti képviselő

Uralkodók és családtagjaik:
- Laszkarisz Mária királyné, IV. Béla felesége
- Árpád-házi Mária nápolyi királyné, V. István magyar király leánya
- Anjou Mária magyar királynő
- Medici Mária francia királyné, IV. Henrik felesége
- Mária királyné, II. Lajos magyar király felesége
- I. Mária angol királynő (Véres Mária vagy Katolikus Mária)
- II. Mária angol királynő
- Stuart Mária skót királynő
- Mária Ludovika Vilma bajor hercegnő (Wittelbach Erzsébet királyné édesanyja)
- Savoyai Mária Anna magyar királyné
- Mária Terézia magyar királynő
- Marie Antoinette, XVI. Lajos francia király felesége
- Mária Nyikolajevna nagyhercegnő, II. Miklós cár leánya
- Regina Maria román királynő
- Mária spanyol infánsnő (1528–1603), császárné, magyar királyné
- I. Mária Szicília királynője
- Mária Valéria főhercegnő(Ferenc József magyar király lánya)

### Híres Marinák, Marinellák, Marinetták, Marietták, Mariellák
- Marina Ivanovna Cvetajeva orosz költő
- Gera Marina magyar színésznő
- Méhes Marietta magyar színésznő
- Marina and the Diamonds (Marina Lambrini Diamandis) walesi énekesnő, dalszerző

### Híres Mannák, Manonok, Marézák, Marák
- Rooney Mara, amerikai színésznő

### Híres Marinkák, Marionok, Mariórák, Mariskák és Mariták
- Marion Bartoli, teniszező

### Híres Miák, Miettek, Mietták, Mimik, Masák, Mollik, Pollik és Riák
- Mia Farrow amerikai színésznő
- Mia Martini olasz énekesnő
- Mia Sara amerikai színésznő
- Mia Tyler modell

### Híres Miriamok és Mirjamok
- Miriam Makeba dél-afrikai énekesnő
- Miriam Margolyes angol színésznő
- Mirjam Weichselbraun osztrák műsorvezető, színésznő

## Egyéb Máriák és névváltozatok
- Marica grófnő, operett
- Almády Miett Zilahy Lajos Két fogoly (1926) című regényének hősnője